# Lakhisarai
Lakhisarai – miasto w Indiach, w stanie Bihar. W 2011 roku liczyło 99 979 mieszkańców.